# Viabilidade genética
Viabilidade genética é a capacidade dos genes presentes de permitir que uma célula, organismo ou população sobreviva e se reproduza. O termo é geralmente usado para significar a chance ou capacidade de uma população de evitar os problemas de endogamia. Menos comumente, a viabilidade genética também pode ser usada em relação a uma única célula ou em um nível individual.
A endogamia esgota a heterozigosidade do genoma, o que significa que há uma chance maior de alelos idênticos em um locus. Quando esses alelos não são benéficos, a homozigosidade pode causar problemas de viabilidade genética. Esses problemas podem incluir efeitos na aptidão individual (maior mortalidade, crescimento mais lento, defeitos de desenvolvimento mais frequentes, capacidade de acasalamento reduzida, menor fecundidade, maior suscetibilidade a doenças, menor capacidade de suportar estresse, menor capacidade competitiva intra e interespecífica) ou efeitos na aptidão de toda a população (taxa de crescimento populacional deprimida, capacidade de recrescimento reduzida, capacidade reduzida de adaptação a mudanças ambientais). Quando uma população de plantas ou animais perde sua viabilidade genética, sua chance de extinção aumenta.

## Condições necessárias
Para ser geneticamente viável, uma população de plantas ou animais requer uma certa quantidade de diversidade genética e um certo tamanho populacional. Para viabilidade genética a longo prazo, o tamanho da população deve consistir em pares reprodutores suficientes para manter a diversidade genética. O tamanho populacional efetivo preciso pode ser calculado usando uma análise de população mínima viável. Maior diversidade genética e um tamanho populacional maior diminuirão os efeitos negativos da deriva genética e da endogamia em uma população. Quando medidas adequadas forem atendidas, a viabilidade genética de uma população aumentará.

## Causas da diminuição

O gargalo populacional pode diminuir a viabilidade genética, levando à possível extinção.

A principal causa da diminuição da viabilidade genética é a perda de habitat. Essa perda pode ocorrer devido, por exemplo, à urbanização ou ao desmatamento, causando fragmentação do habitat. Eventos naturais como terremotos, inundações ou incêndios também podem causar perda de habitat. Eventualmente, a perda de habitat pode levar a um gargalo populacional. Em uma população pequena, o risco de endogamia aumentará drasticamente, o que pode levar a uma diminuição da viabilidade genética. Se forem específicos em suas dietas, isso também pode levar ao isolamento do habitat e às restrições reprodutivas, levando a um maior gargalo populacional e à diminuição da viabilidade genética. A propagação artificial tradicional também pode levar à diminuição da viabilidade genética em algumas espécies.

### Viabilidade genética de populações específicas de lobos
Uma pequena população altamente consanguínea de lobos cinzentos (Canis lupus) que reside no Parque Nacional Isle Royale, Michigan, Estados Unidos, vem sofrendo declínio populacional e está próxima da extinção. Esses lobos cinzentos têm sofrido depressão endogâmica severa determinada principalmente pela expressão homozigótica de mutações recessivas fortemente deletérias, levando à diminuição da viabilidade genética. A viabilidade genética reduzida devido à consanguinidade severa foi expressa como reprodução e sobrevivência reduzidas, bem como defeitos específicos, como vértebras malformadas, prováveis cataratas, sindactilia, uma "cauda de corda" incomum e fenótipos de pelo anômalos. Uma população escandinava consanguínea separada de lobos cinzentos (Canis lupus), também sofrendo de perda de viabilidade genética, está sofrendo depressão endogâmica provavelmente devido à expressão homozigótica de mutações recessivas deletérias.

## Conservação populacional
A proteção do habitat está associada a uma maior riqueza alélica e heterozigosidade do que em habitats desprotegidos. A redução da fragmentação do habitat e o aumento da permeabilidade da paisagem podem promover a riqueza alélica, facilitando o fluxo gênico entre populações isoladas ou menores.
A população mínima viável necessária para manter a viabilidade genética é aquela em que a perda de variação genética devido ao pequeno tamanho da população (deriva genética) é igual à variação genética obtida por mutação. Quando o número de um sexo é muito baixo, pode haver necessidade de cruzamento para manter a viabilidade.

## Análise
Quando a viabilidade genética parece estar diminuindo dentro de uma população, uma análise de viabilidade populacional (APV) pode ser feita para avaliar o risco de extinção desta espécie. O resultado de uma APV pode determinar se são necessárias ações adicionais em relação à preservação de uma espécie.

## Aplicações
A viabilidade genética é aplicada pela equipe de gestão da vida selvagem em zoológicos, aquários ou outros habitats ex situ. Eles usam o conhecimento da genética dos animais, geralmente por meio de seus pedigrees, para calcular o PVA e gerenciar a viabilidade da população.